# Felice Puttini
Felice Puttini (* 18. September 1967 in Sorengo) ist ein ehemaliger Schweizer Radrennfahrer und aktiver Sportlicher Leiter.
1984 und 1985 feierte Felice Puttini seinen ersten grossen Erfolge, als er bei den Junioren jeweils Zweiter der Schweizer Strassenmeisterschaften wurde. Er startete für die schweizerische Nationalmannschaft 1987 bei den UCI-Strassen-Weltmeisterschaften und wurde 35. im Einzelrennen. 1988 nahm Puttini am Strassenrennen bei den Olympischen Spielen in Seoul teil, kam jedoch weit abgeschlagen ins Ziel.
Im Jahr darauf wurde Puttini Profi. Als solcher errang er insgesamt fünf Schweizer Meistertitel: 1994 und 1995 den im Strassenrennen sowie 1994, 1997 und 1998 den als Steher auf der Bahn. 1998 wurde er Dritter des Giro di Lombardia. 1998 und 2000 gewann er den Giro del Mendrisiotto. Siebenmal startete er zudem beim Giro d’Italia und zweimal bei der Vuelta a España.
Nach Ende der Saison 2002 beendete er seine Laufbahn als Aktiver.
Nachdem Felice Puttini zwischenzeitlich Sportlicher Leiter des Bigla Cycling Teams, eines Frauenradsportteams, für das unter anderen Nicole Brändli, Jennifer Hohl und Sulfija Sabirowa starteten, gewesen war, übernahm er 2013 diese Funktion für das Team RusVelo.